# Fusta

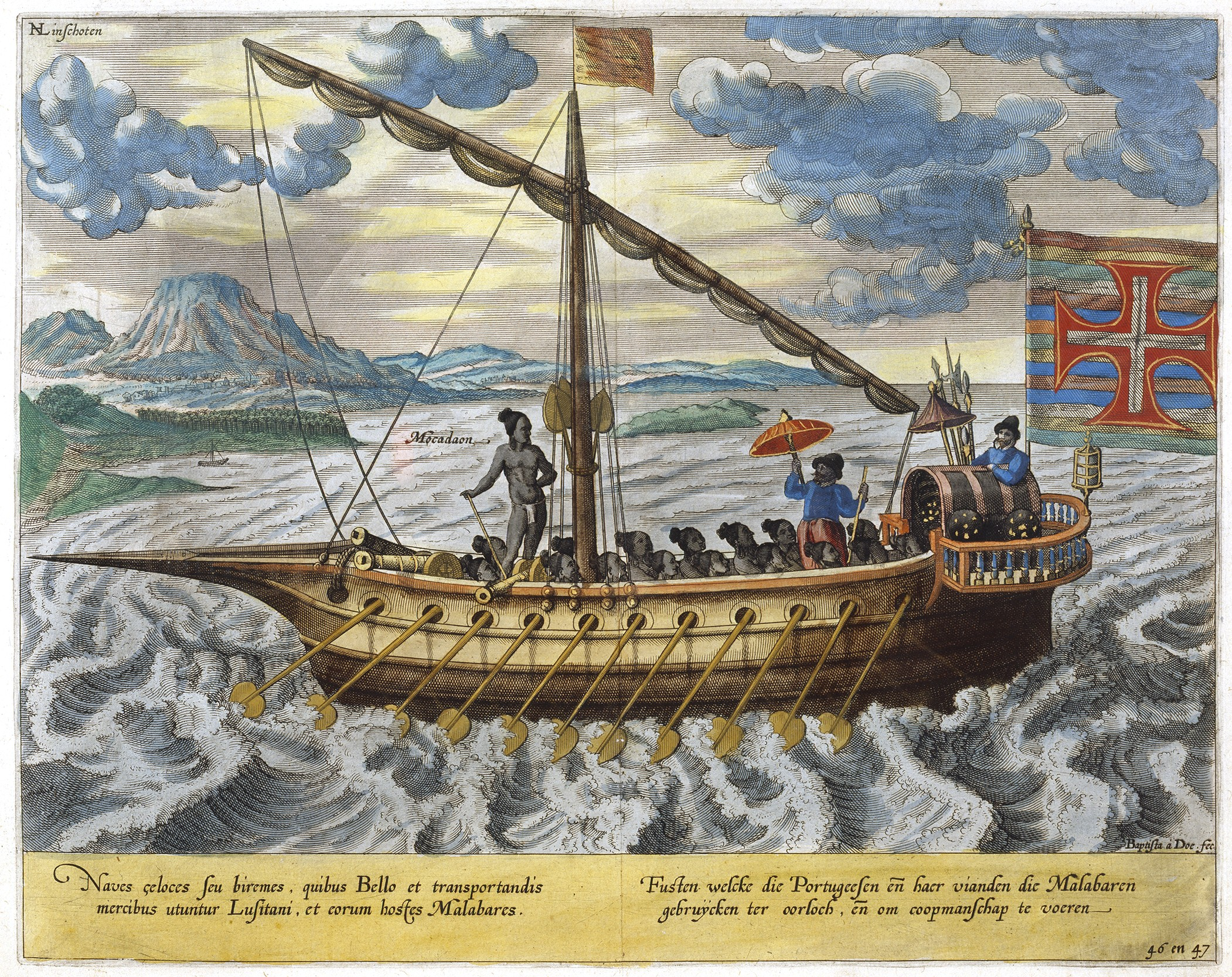
Portugalska fusta z Itinerario - książki, której autorem był Jan Huygen van Linschoten

Fusta (fustas) - lekka galera turecka, ale używana również w innych państwach, np. na Malcie, przede wszystkim w okresie renesansu; w XVI wieku jej konstrukcja stała się przestarzała. Jej głównymi atutami były szybkość i zwrotność, jednak ze względu na sylwetkę fusty raczej nie brały udziału w bezpośredniej walce, przydatne jako okręty posiłkowe, trzymane w rezerwie, pozostawały za głównymi siłami uderzeniowymi.
Typowa fusta liczyła ok. 21,5 m długości, napędzana była 20-30 wiosłami (po 10-15 na burtę), każde obsługiwane przez dwóch ludzi (najczęściej niewolników, jeńców lub więźniów); miała też jeden żagiel. Uzbrojona była przeważnie w pojedyncze działo 12-18 funtowe, umiejscowione na burcie, do tego mogła zmieścić na pokładzie  30-40 żołnierzy.